# Baryssinus marisae
Baryssinus marisae es una especie de escarabajo longicornio del género Baryssinus, tribu Acanthocinini, subfamilia Lamiinae. Fue descrita científicamente por Martins & Monné en 1974.
El período de vuelo de la especie se presenta durante los meses de enero, septiembre, octubre, noviembre y diciembre.

## Descripción
Mide 8,2-11,3 milímetros de longitud.

## Distribución
Se distribuye por Argentina y Brasil.